# Лосев, Владимир Васильевич
Владимир Васильевич Лосев (7 января 1945, Фурманов — 13 октября 1984) — советский актёр театра и кино.
Родился 7 января 1945 года в городе Фурманов Ивановской области. В 1963—1966 годах — студент Школы-студии МХАТ имени Горького; на последнем курсе перешёл в Ленинградский государственный институт театра, музыки и кинематографии (ЛГИТМиК) на актёрское отделение факультета драматического искусства, которое окончил в 1967 году.
Работал в Ленинградском театре имени Ленинского Комсомола, в театре имени Ленсовета, в театре имени В. Ф. Комиссаржевской. Участвовал в театральных постановках «Король Матиуш» (король), «Снежная королева» (сказочник), «Взрослая дочь молодого человека».
Исполнил несколько эпизодических, но запоминающихся ролей в ряде кинофильмов. Среди них Костя-Карлик («Последнее лето детства»), Алексей Чепалов («Даурия»), один из членов Клуба самоубийц («Приключения принца Флоризеля»), министр («Волшебный голос Джельсомино») и другие.
Писал пьесы к детским спектаклям, одна из них была поставлена в Мурманском детском театре (кукольный спектакль).
Скончался 13 октября 1984 года от онкологического заболевания. Похоронен на Северном кладбище Ленинграда.

## ФИЛЬМОГРАФИЯ
- 1984 — Челюскинцы — эпизод
- 1984 — Макар-следопыт — красноармеец Скворцов (3 серия)
- 1983 — Я тебя никогда не забуду — солдат в госпитале
- 1982 — Шурочка — офицер
- 1981 — 20 декабря — погромщик винных складов
- 1979 — Приключения принца Флоризеля — член клуба самоубийц
- 1979 — Инженер Графтио — солдат-балагур
- 1978 — Человек, которому везло — карманник в трамвае
- 1977 — Волшебный голос Джельсомино — министр
- 1976 — Житейское дело — механизатор
- 1975 — Единственная… — посетитель библиотеки
- 1974 — Последнее лето детства — Костя-Карлик
- 1974 — Незнакомый наследник — парень на танцах
- 1974 — Два клёна (фильм-спектакль) — Шарик
- 1974 — В то далёкое лето — солдат
- 1973 — О тех, кого помню и люблю — солдат на вечеринке
- 1972 — Последние дни Помпеи — зритель
- 1971 — Расскажи мне о себе — капитан
- 1971 — Даурия — Алексей Чепалов
- 1970 — Смятение — бурлак
- 1970 — Ночная смена — Андрей, член бригады Пономарева
- 1968 — Город и песня — юнга Дудочкин
- 1968 — Всего одна жизнь / Bare et liv — historien om Fridtjof Nansen (СССР, Норвегия) — военнопленный
- 1967 — Личная жизнь Кузяева Валентина — сосед Кузяева